# Mário Marcos
Mário Lúcio da Rocha e Silva (São Paulo, 1953) é um compositor brasileiro.
Mário Marcos é coautor de "Como Vai Você" em parceria com o irmão Antônio Marcos, sucesso na voz de Roberto Carlos e do próprio Antônio Marcos e regravada por inúmeros outros intérpretes, do Brasil (Vanusa, Daniela Mercury, Agnaldo Timóteo, Evinha, Sérgio Reis, Nélson Gonçalves, etc.) e até de Portugal, como Roberto Leal.

## Canções
- Bom-dia
- Como vai você
- História de alguém que amou uma flor
- Tudo de novo